# Veronica dabneyi
Veronica dabneyi (лат.) — травянистое растение, вид рода Вероника (Scabiosa) семейства Подорожниковые (Plantaginaceae). Эндемик Азорских островов.

## История
Вид был описан немецким ботаником Кристианом Хохштеттером (1787—1863), который собрал таксономический образец в 1838 году во время своего визита на остров Фаял, где тот выращивался как декоративное растение в саду консула США в городе Орта. Консулом был Чарльз Уильям Дэбни (Charles William Dabney), поэтому Хохштеттер, который был гостём семьи Дэбни во время их пребывания на Файале, выбрал видовое название dabneyi для нового вида. Упоминание встречается в описании вида, опубликованном немецким ботаником Морицем Августом Зойбертом в 1844 году. В эту же работу была включена гравюра с научной иллюстрацией вида.
Даже когда вид Veronica dabneyi был описан, растение считалось редким, и в течение последующего столетия его редко встречали в природе. Последнее подтверждённое наблюдение имело место в 1938 году на внутреннем крае кальдера Фаял, когда его собрал ботаник Луис Гонсалвеш Собринью, опубликовавший повторное открытие в следующем году.
С тех пор растение исчезло, и о нем стало известно только по гербарным образцам и образцам, выращиваемым в культуре в некоторых ботанических садах. Его повторное открытие в дикой природе произошло в 1999 году на острове Флореш и вскоре после этого на острове Корву.

## Описание

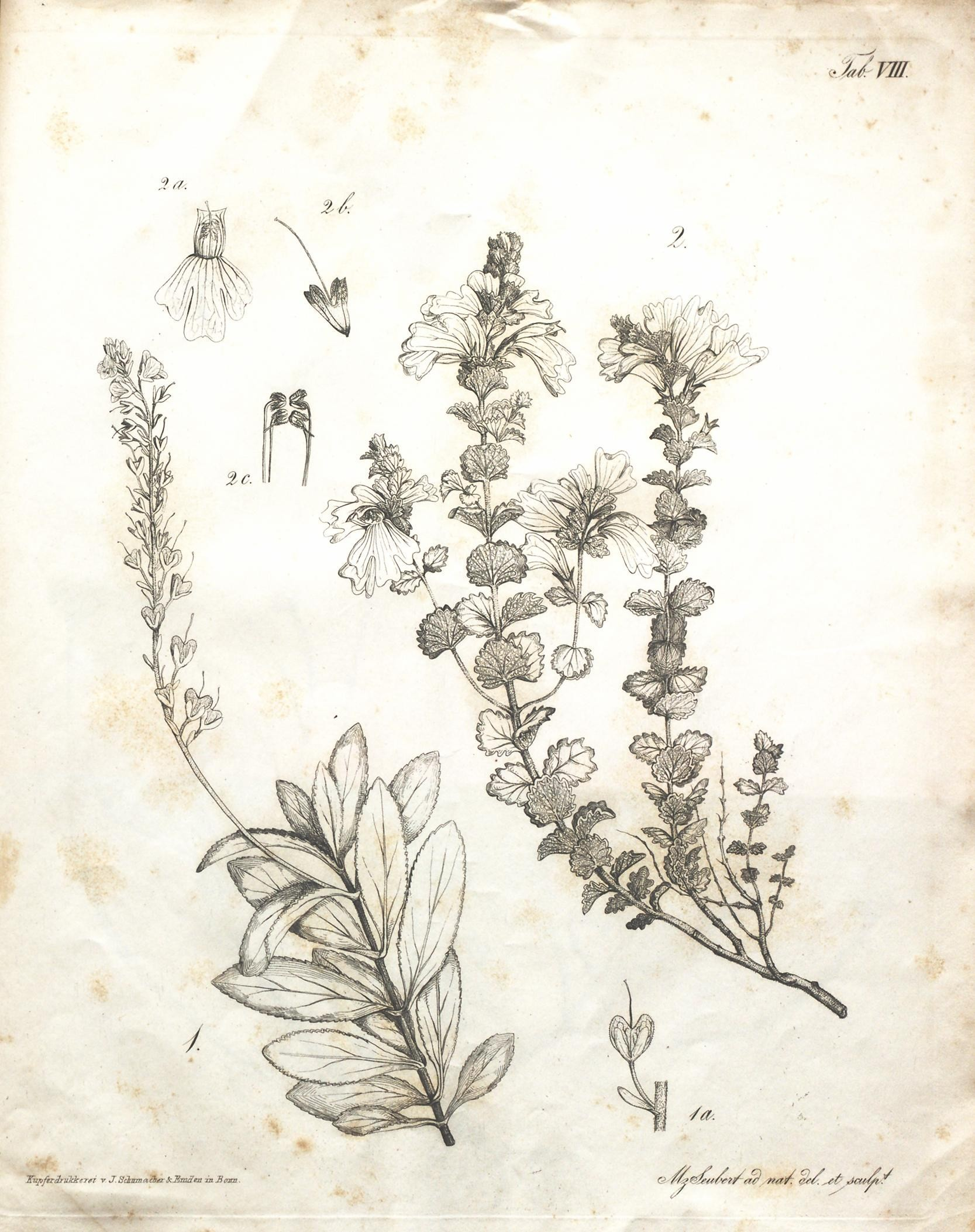
Иллюстрация 1844 года.

Veronica dabneyi — многолетнее деревянистое растение до 30 см в высоту. Стебель обычно стелющийся, но часто восходящий, как правило покрыт редкими волосками, состоящими из крошечных мягких трихом. Листья супротивные, кожистые, почти без черешков, эллиптически-яйцевидные или продолговатые, 2,3-4,8 х 1,1-2,5 см, с городчато-пильчатыми краями, голые и блестящие. Верхняя сторона темно-зелёная, нижняя более бледная и слегка сизая. Цветки яркие, розовые, собраны в кистевидные соцветия, которые появляются из пазух листьев и достигают 15 см в длину. Чашечки 0,3-0,4 см, с 4 чашелистиками, голые и блестящие, с опушёнными цветоножками, длиной 0,6-0,9 см. Прицветники длиной 0,2-0,5 см, голые, редко длиннее цветоножки. Венчик 0,7-1,2 см с розоватыми или сиреневыми лепестками, с 6-8 прожилками темнее. Плод — голая коробочка размером 0,5-0,6 х 0,5-0,7 см, обратносердцевидная. Семена 1,1-1,3 х 0,8-1,0 см, овальные, желтоватого цвета.

## Ареал и местообитание
Veronica dabneyi — эндемичное растение, произрастает только на Западной группе Азорских островов (Корву и Флориш). Встречается на очень влажных скалистых склонах, вблизи водопадов и по берегам озёр, на высоте от 200 до 600 м над уровнем моря. Вид считался вымершим, поскольку не наблюдался с 1938 года, но был переоткрыт в 1999 году, что сделало V. dabneyi таксоном Лазаря.